# Napoléon (film, 2023)
Pour les articles homonymes, voir Napoléon (homonymie).
Pour plus de détails, voir Fiche technique et Distribution.
Napoléon (Napoleon) est un film américano-britannique réalisé par Ridley Scott, sorti en 2023.
Coproduit par Apple Studios, il s'agit d'un film biographique sur la vie de l'empereur Napoléon Bonaparte, incarné par Joaquin Phoenix.
Le film raconte les principaux moments de la vie de Napoléon : sa carrière d'officier, son accession au pouvoir, ses conquêtes territoriales, puis sa chute et son exil sur l'île de Sainte-Hélène,. La vie de Napoléon est surtout filmée à travers le prisme de ses rapports passionnels, intimes et tourmentés avec Joséphine de Beauharnais, le grand amour de sa vie,. Il montre enfin quelques-unes des principales batailles de la carrière de Napoléon, insistant notamment sur le siège de Toulon, la bataille d'Austerlitz et celle de Waterloo, montrant plus rapidement la bataille des Pyramides et celle de la Moskova.
Le film montre une histoire romancée et non un documentaire. Le film n'expose pas toujours de vrais faits, comme la raison pour laquelle il rentre d'Égypte : dans le film il revient pour retrouver Joséphine de Beauharnais qui l'a trompé, alors que dans les faits il sentait que le Directoire (régime précédent le Consulat) vacillait (il fut également appelé par ceux qui voulaient faire le coup d'État). Un autre exemple : la bataille des Pyramides montre Napoléon Bonaparte tirer sur une des pyramides, ce qui est erroné.
Le film est sorti au cinéma dans plusieurs pays, et diffusé ultérieurement par la plateforme Apple TV+.

## Synopsis
Le film s'ouvre sur la phrase : « La misère qui règne en France a conduit à la Révolution française, qui a elle-même engendré davantage de misère. »
Jeune officier de l'armée française, Napoléon Bonaparte assiste, parmi une foule brandissant des drapeaux tricolores, à l'exécution de Marie-Antoinette le 16 octobre 1793. Le chef révolutionnaire Paul Barras lui ordonne ensuite de participer au siège de Toulon, que ses habitants ont livré aux Britanniques. Fin 1793, le capitaine d'artillerie Bonaparte prend d'assaut le fort dominant le port duquel son feu chasse les navires britanniques. Il est nommé général de brigade.
Maximilien de Robespierre fait régner la Terreur, et les députés de la Convention le mettent en cause et le chassent en juillet 1794. Robespierre échoue dans sa tentative de suicide. Il meurt guillotiné. Les dirigeants français mettent fin à la Terreur et libèrent les prisonniers, dont Joséphine de Beauharnais, une veuve d'aristocrate. En octobre 1795, Barras confie à Bonaparte la mission de mater l'insurrection royaliste de vendémiaire : Bonaparte fait tirer aux canons en pleine rue, gagnant en popularité dans le camp républicain.
Napoléon courtise Joséphine qu'il épouse en mars 1796. Malgré leur activité sexuelle vigoureuse, ils n'ont pas d'enfant, au grand désespoir de Napoléon qui en veut à tout prix.
Après la campagne d'Italie (1796-1797), Napoléon part en Égypte où il remporte un nouveau succès lors de la bataille des Pyramides à l'été 1798. En août 1799, il rentre en France précipitamment après avoir appris que Joséphine le trompe avec le capitaine Hippolyte Charles. Il reçoit alors de nombreuses critiques de la part des membres du Directoire pour avoir abandonné ses troupes en Égypte. Napoléon les condamne pour leur mauvaise direction de la France et participe en secret au coup d'État du 18 Brumaire organisé par Emmanuel Sieyès, aidé notamment par son frère Lucien Bonaparte. Le coup d'État est couronné de succès et Napoléon devient alors Premier Consul le 20 novembre 1799 aux côtés de Sieyès et Roger Ducos.
Le 2 décembre 1804, Napoléon est couronné empereur des Français par le pape ; lors de la cérémonie du sacre, Napoléon se met audacieusement lui-même la couronne sur sa tête. Sur le plan diplomatique, Napoléon et son ministre des Affaires étrangères Talleyrand proposent la paix au Royaume-Uni et à l'Autriche, qui rejettent l'idée. Un an plus tard, le 2 décembre 1805, Napoléon remporte brillamment la bataille d'Austerlitz contre les Autrichiens et les Russes. Il reçoit l'empereur autrichien François Ier afin de conclure la paix. Le jeune tsar Alexandre Ier, quant à lui, refuse de négocier.
Malgré ce succès, Napoléon n'a toujours pas d'héritier pour lui succéder. Letizia Bonaparte, sa mère, le pousse alors à faire un enfant à la jeune (Éléonore Denuelle de La Plaigne) prouvant qu'il est fertile. Fin 1809, Napoléon divorce d'avec Joséphine. Après le refus du tsar Alexandre de lui offrir sa sœur Anna Pavlovna (15 ans) en mariage, Napoléon épouse l'archiduchesse Marie-Louise d'Autriche (18 ans). Elle donne naissance à un fils en 1811. L'amour de Napoléon pour Joséphine perdure.
Après que le tsar a renié le traité de paix qu'il avait signé avec la France, Napoléon envahit la Russie en 1812. Harcelée par les cosaques, l'armée de Napoléon remporte la bataille de la Moskova, malgré de lourdes pertes. À son arrivée à Moscou, il trouve la ville vide. Dans la nuit, il se réveille et découvre la ville en flammes, incendiée par les Russes. Napoléon est alors contraint de battre en retraite en plein hiver vers la Pologne, y arrivant avec seulement 40 000 survivants sur les 678 000 hommes de son armée.
En avril 1814, la guerre de la Sixième Coalition se termine par son abdication. Il est alors exilé dans la principauté de l'île d'Elbe. Il apprend que Joséphine — restée au château de Malmaison — est malade. En mars 1815, Napoléon rentre alors en France et  revient au pouvoir, ralliant en chemin les soldats que le nouveau roi Louis XVIII avait envoyés pour l'arrêter. À son arrivée à Paris, Hortense de Beauharnais lui apprend malheureusement la mort de sa mère Joséphine, en mai 1814.
Malgré son chagrin, l'empereur retourne se battre contre les nations coalisées contre la France. Lors de la bataille de Waterloo en juin 1815, il est vaincu par les Britanniques du duc de Wellington au moment où arrivent les Prussiens du maréchal Blücher. Après sa défaite, Napoléon prend la fuite et salue Wellington.
Alors que Napoléon se trouve à bord du vaisseau britannique le Bellerophon à quai à Portsmouth, Wellington lui annonce qu’il est exilé dans l'île de Sainte-Hélène. Il y meurt six années plus tard, en 1821, en entendant Joséphine lui faire signe qu'ils vont se retrouver.
Le film se termine par la liste du nombre de morts des principales batailles. Il précise que les guerres napoléoniennes ont causé la mort de près de trois millions de personnes entre 1793 et 1815.

## Fiche technique
Sauf indication contraire, les informations mentionnées dans cette section peuvent être confirmées par la base de données cinématographiques IMDb,  présente dans la section « Liens externes ».
- Titre original : Napoleon
- Titre français et québécois : Napoléon
- Réalisation : Ridley Scott[8]
- Scénario : David Scarpa[9] et Paul Thomas Anderson[10] (ré-écritures non crédité)
- Musique : Martin Phipps
- Décors : Arthur Max
- Costumes : David Crossman et Janty Yates
- Photographie : Dariusz Wolski
- Montage : Sam Restivo et Claire Simpson
- Production : Mark Huffam, Ridley Scott et Kevin J. Walsh[11]
- Sociétés de production : Apple Studios et Scott Free Productions
- Sociétés de distribution : Apple TV+ (VOD)[12], Sony Pictures Releasing (États-Unis, cinéma) Sony Pictures Releasing France (France, cinéma)
- Pays de production :  États-Unis,  Royaume-Uni
- Langue originale : anglais
- Budget : 200 millions de dollars[13]
- Format : couleur - DCP - 2,39:1 - son Dolby Atmos, Dolby Surround 7,1, Dolby Digital
- Genres : drame historique et biographique
- Durée : 157 minutes (version cinéma), 205 minutes (version longue director's cut)
- Dates de sortie :
  - Belgique[14], États-Unis, France, Royaume-Uni, Suisse romande[15] : 22 novembre 2023 (en salles)
  - Monde : 9 janvier 2024 (Apple TV+)
  - Monde : 29 août 2024 (version longue sur Apple TV+)
- Classification :
  - États-Unis : R - Restricted[16]
  - France : tous publics avec avertissement[17]

## Distribution
Sauf indication contraire, les informations mentionnées dans cette section peuvent être confirmées par la base de données cinématographiques IMDb,  présente dans la section « Liens externes ».
- Joaquin Phoenix (VF : Boris Rehlinger ; VQ : Daniel Picard) : Napoléon Bonaparte[18],[19],[20]
- Vanessa Kirby (VF : Laetitia Laburthe-Tolra ; VQ : Geneviève Bastien) : Joséphine de Beauharnais
- Sinéad Cusack : Letizia Bonaparte, mère de Napoléon
- Matthew Needham (VF : Marc Arnaud ; VQ : Alexandre Fortin) : Lucien Bonaparte, frère de Napoléon, président du conseil des Cinq-Cents lors du coup d'État du 18 Brumaire
- Tahar Rahim (VF : lui-même ; VQ : Maël Davan-Soulas) : Paul Barras, qui nomme Bonaparte général, puis un des cinq directeurs lors du coup d'État du 18 Brumaire
- Ben Miles (VF : Yann Guillemot ; VQ : Tristan Harvey) : Armand de Caulaincourt, ambassadeur en Russie, proche conseiller et confident de Napoléon
- Édouard Philipponnat (VF : Aurélien Raynal ; VQ : Nicolas Bacon) : l'empereur de Russie Alexandre Ier
- Miles Jupp (en) : l'empereur François Ier d'Autriche
- Ian McNeice : Louis XVIII, roi de France à partir de 1814
- Rupert Everett (VF : Bernard Alane ; VQ : François Sasseville) : Arthur Wellesley, duc de Wellington, vainqueur de Napoléon à Waterloo
- Paul Rhys (VF : Thierry Hancisse ; VQ : François Godin) : Talleyrand, ministre des Relations extérieures de Napoléon
- John Hodgkinson : Fouché, efficace ministre de la Police de Napoléon, ayant trahi l'empereur à maintes reprises
- Youssef Kerkour (en) : Louis Nicolas Davout, maréchal invaincu de Napoléon[21]
- John Hollingworth (en) (VF : Jean-Marc Charrier) : Michel Ney, maréchal surnommé par Napoléon le « Brave des braves »[Note 1]
- Abubakar Salim (VQ : Rodley Pitt) : Thomas Alexandre Dumas, général commandant la cavalerie lors de l'expédition d'Égypte (et père d'Alexandre Dumas)
- Sam Crane (en) : Jacques-Louis David, peintre néoclassique français, à qui l'on doit en partie la célèbre peinture présente dans le film Le Sacre de Napoléon
- Scott Handy : Louis-Alexandre Berthier, maréchal et chef d'état-major de Napoléon lors de toutes ses campagnes
- Gavin Spokes (sv) (VF : Igor Chometowski) : le citoyen Moulin
- Mark Bonnar (VF : Christian Gonon ; VQ : François Trudel) : Jean-Andoche Junot, général de Napoléon et commandant de l'invasion française du Portugal en 1807
- Michael O'Connor : Charles Victoire Emmanuel Leclerc, beau-frère de Napoléon et allié de ce dernier lors du coup d'état
- Jonathan Barnwell (VF : Olivier Benard) : Louis Antoine Fauvelet de Bourrienne, ami et secrétaire intime de Napoléon
- Anna Mawn : Marie-Louise d'Autriche, seconde épouse de Napoléon Bonaparte
- Davide Tucci (en) : Lazare Hoche, général de la Révolution lors du coup d'État du 18 Brumaire
- Thom Ashley : Charles Angélique François Huchet de La Bédoyère, général et aide de camp de Napoléon lors de la bataille de Waterloo, fusillé à 29 ans pour son ralliement à l'empereur
- Arthur McBain (en) : Jean Gabriel Marchand, général chargé d'arrêter Napoléon en mars 1815
- Ed Eales White : Louis-Antoine de Bourbon-Condé, duc d'Enghien, dont Napoléon a ordonné l'exécution (version longue uniquement)
- Tim Faulkner (VF : Swan Demarsan) : Gebhard Leberecht von Blücher, maréchal prussien qui a causé la défaite de Napoléon à Waterloo
- Catherine Walker : Marie-Antoinette, dernière reine de l'Ancien Régime
- Phil Cornwell (en) : Charles-Henri Sanson, bourreau de la reine Marie-Antoinette
- David Verrey (VF : Jean-Philippe Desrousseaux) : Louis-Jérôme Gohier, directeur et président du Directoire lors du coup d'État du 18 Brumaire
- Benedict Martin : Roger Ducos, directeur et participant avec Emmanuel-Joseph Sieyès au coup d'État du 18 Brumaire (9 novembre 1799)
- Jannis Niewöhner : Hippolyte Charles, capitaine de hussard et amant de Joséphine
- Ludivine Sagnier (VF : elle-même) : Madame Tallien (version longue uniquement[22])

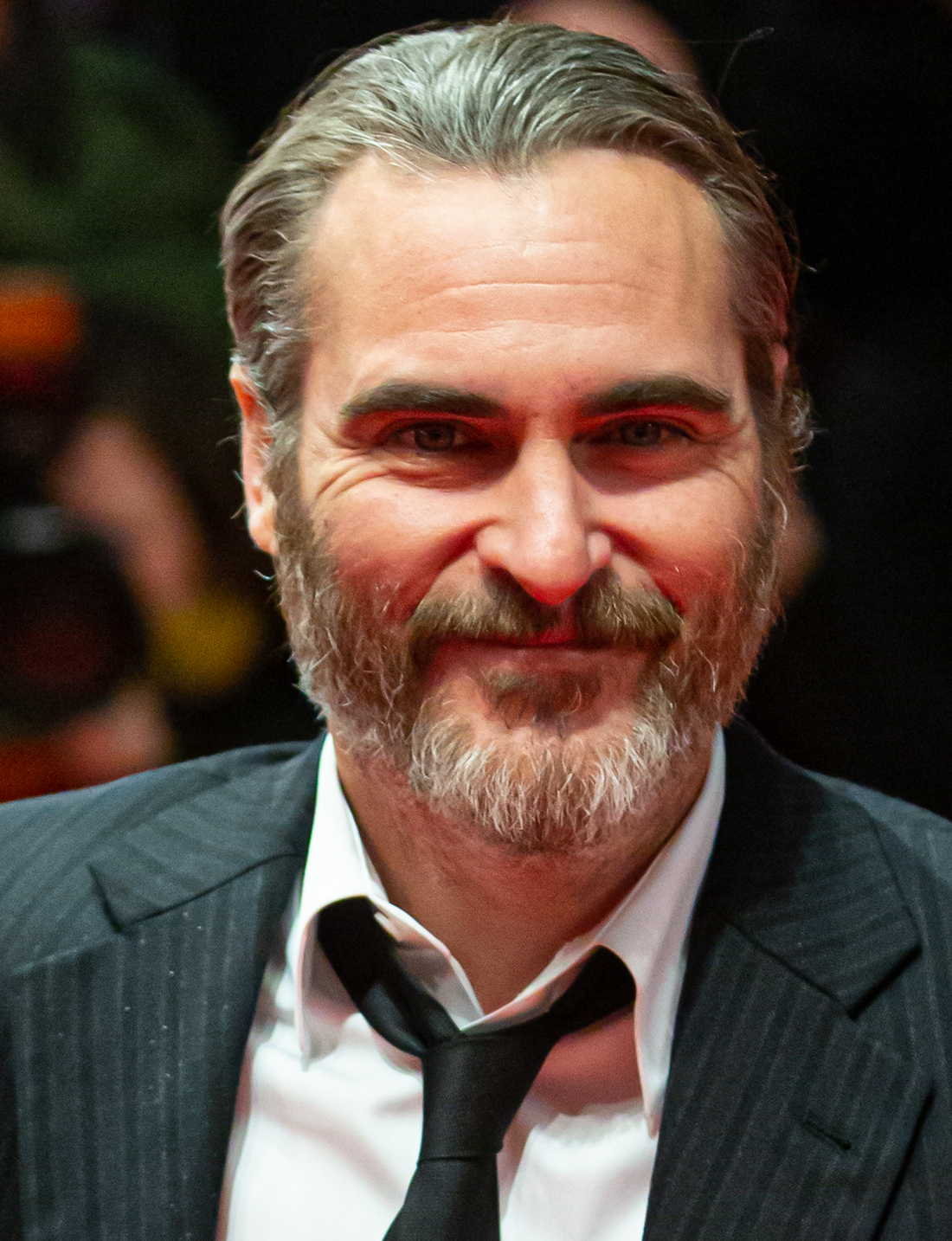
Joaquin Phoenix (Napoléon)
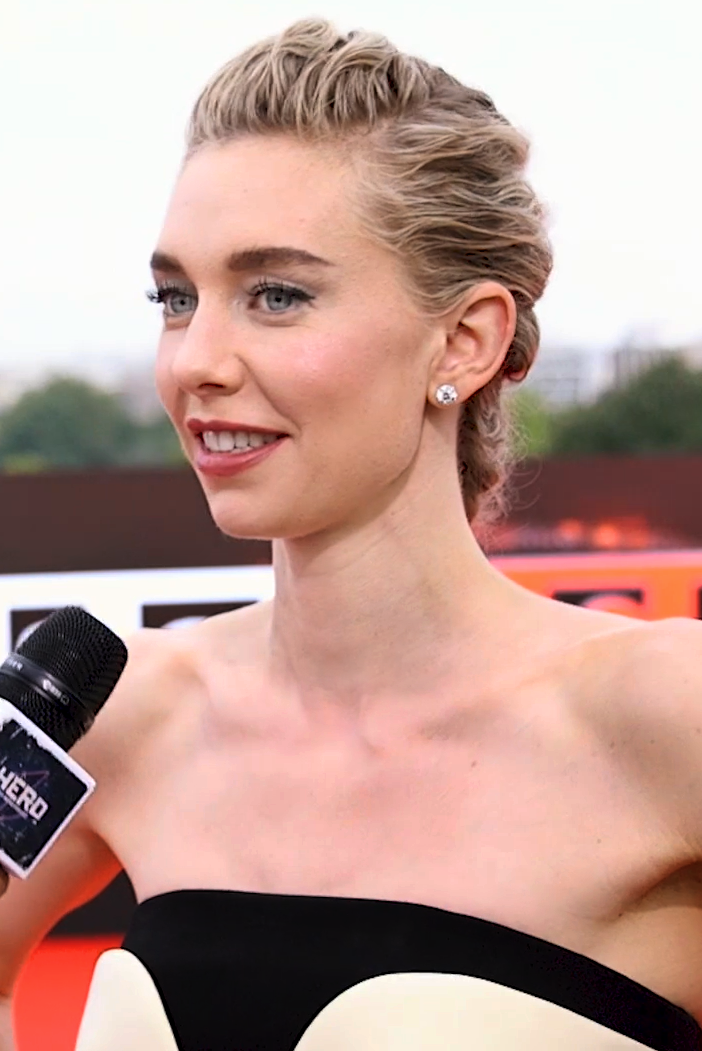
Vanessa Kirby (Joséphine)
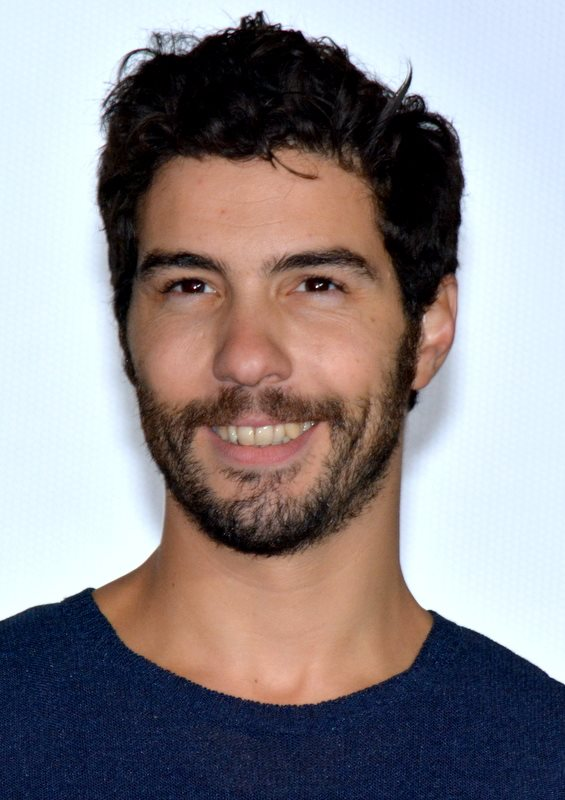
Tahar Rahim (Barras)
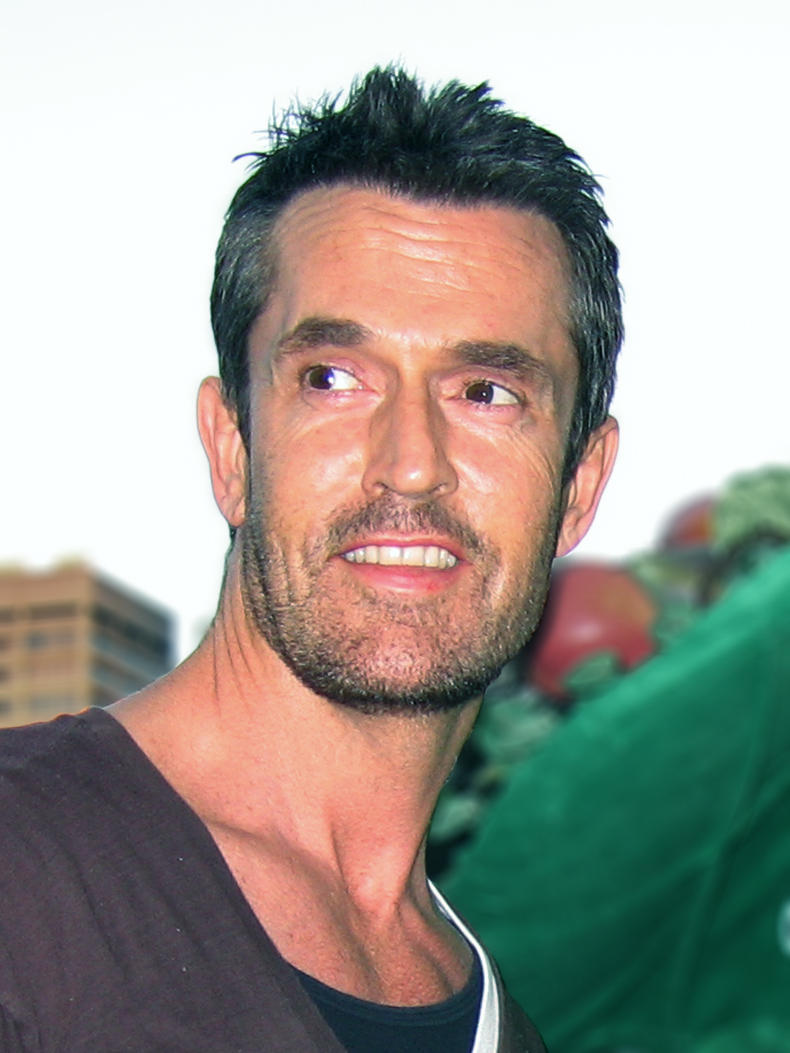
Rupert Everett (Wellington)
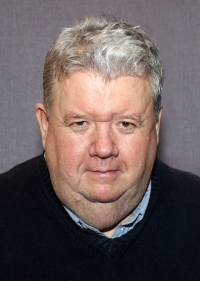
Ian McNeice (Louis XVIII)
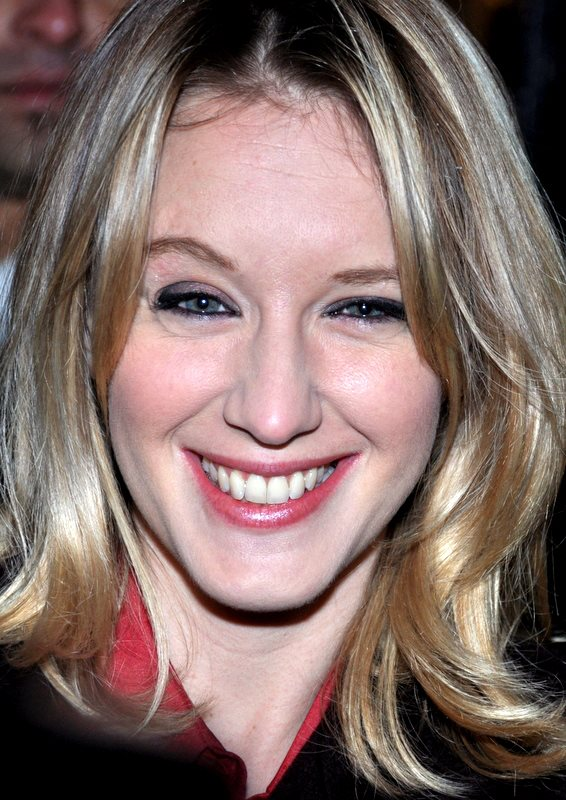
Ludivine Sagnier (Thérésa Tallien) (version longue)

 Source et légende : version française (VF) sur RS Doublage ; version québécoise (VQ) sur Doublage.qc.ca

## Production

### Genèse et développement
Le film devait initialement être développé sous le titre Kitbag par 20th Century Studios, mais le studio abandonne le projet fin 2020. Apple Studios acquiert alors les droits mondiaux du film, en acceptant un engagement de production important,.
Le 14 janvier 2021, lors d'une interview pour le site Deadline.com, Ridley Scott déclare :

« Napoléon est un homme qui m'a toujours fasciné. Il est sorti de nulle part pour gouverner tout le monde ! Mais pendant tout ce temps, il menait une guerre amoureuse avec sa femme adultère Joséphine. Il a conquis le monde pour essayer de gagner son amour, et quand il ne le pouvait pas, il l'a conquis pour la détruire et s'est détruit dans le processus. […] Aucun acteur ne pourra jamais incarner Napoléon comme Joaquin. Il a créé l’un des empereurs les plus complexes de l’histoire du cinéma (Commode) dans Gladiator, et nous créerons un autre empereur de légende avec son Napoléon,. »

En janvier 2022, la production annonce que le film n'est plus titré Kitbag, mais simplement Napoleon. Lorris Chevalier, historien médiéviste ayant déjà travaillé avec Ridley Scott pour Le Dernier Duel devient par ailleurs le conseiller historique du film. Dans le même mois, Joaquin Phoenix et Vanessa Kirby visitent le château de la Malmaison, l'hôtel des Invalides qui abrite le tombeau de Napoléon Ier à Paris, en France[réf. nécessaire].
Le 10 juillet 2023, la bande-annonce officielle du film est publiée et suscite de nombreuses réactions et analyses.

### Attribution des rôles
En octobre 2020, Joaquin Phoenix est annoncé dans le rôle de Napoléon Bonaparte,.
En mars 2021, Jodie Comer est choisie pour incarner Joséphine de Beauharnais. Ce choix provoque des réactions négatives de certains internautes en raison de l'âge de l'actrice : 19 ans plus jeune que Joaquin Phoenix qui incarne Napoléon. Cette différence d'âge n'est pas fondée, historiquement, puisqu'au contraire Joséphine de Beauharnais était plus âgée que Napoléon Bonaparte — elle avait 6 ans de plus,. Télérama note que « le choix de Ridley Scott est d’autant plus discutable que Napoléon Bonaparte et Joséphine de Beauharnais, plus d’une fois incarnés à la télévision et au cinéma, l’ont généralement été par des acteurs du même âge ».
Finalement, en janvier 2022, l'actrice britannique est contrainte de céder sa place en raison de changement de planning liés à la pandémie de Covid-19 — l'actrice étant engagée sur la pièce de théâtre Prima Facie. C'est une autre Britannique, légèrement plus âgée, qui la remplace : Vanessa Kirby. En février, Tahar Rahim rejoint l’équipe du film afin d’incarner Paul Barras. L'acteur marocain Youssef Kerkour, qui jouait déjà dans le précédent film du réalisateur (House of Gucci), est également présent dans ce film.

### Tournage
Il est intéressant de noter qu'aucune scène du film Napoléon n'a été tourné en France, mais ironiquement majoritairement en Angleterre.
Le tournage commence en février 2022, au Royaume-Uni,. Il a lieu sous le faux-titre Marengo, en référence à la bataille de Marengo (1800). Des scènes sont tournées à Lincoln en mars 2022. La cathédrale de Lincoln est utilisée comme décor à Notre-Dame de Paris. Le tournage a lieu très tôt durant deux jours,,.
Les prises de vues extérieures et intérieures des palais sont réalisées devant Somerset House à Londres (pour la scène d'exécution de Marie-Antoinette), à Peper Harow House dans le Surrey, Petworth House dans le Sussex, à Stowe House et à West Wycombe Park dans le Buckinghamshire, au palais de Blenheim à Woodstock dans l'Oxfordshire,,, dans la Boughton House à Kettering dans le Northamptonshire (à la place du château de Malmaison), ainsi qu'au Old Royal Naval College à Greenwich.
En mai 2022, l'équipe se rend à Malte pour trois semaines. Le fort Ricasoli de Kalkara est notamment utilisé pour recréer l'assaut du fort Mulgrave lors du siège de Toulon,. Les scènes dans le désert sont tournées en Égypte et au Maroc.

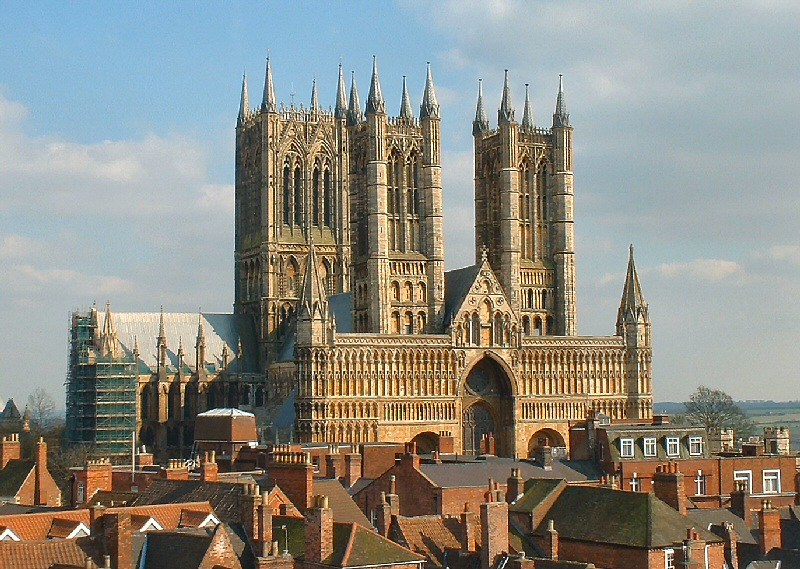
La cathédrale de Lincoln
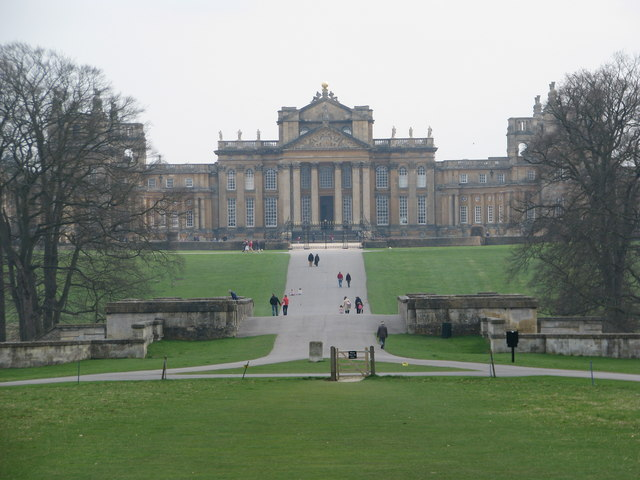
Le palais de Blenheim
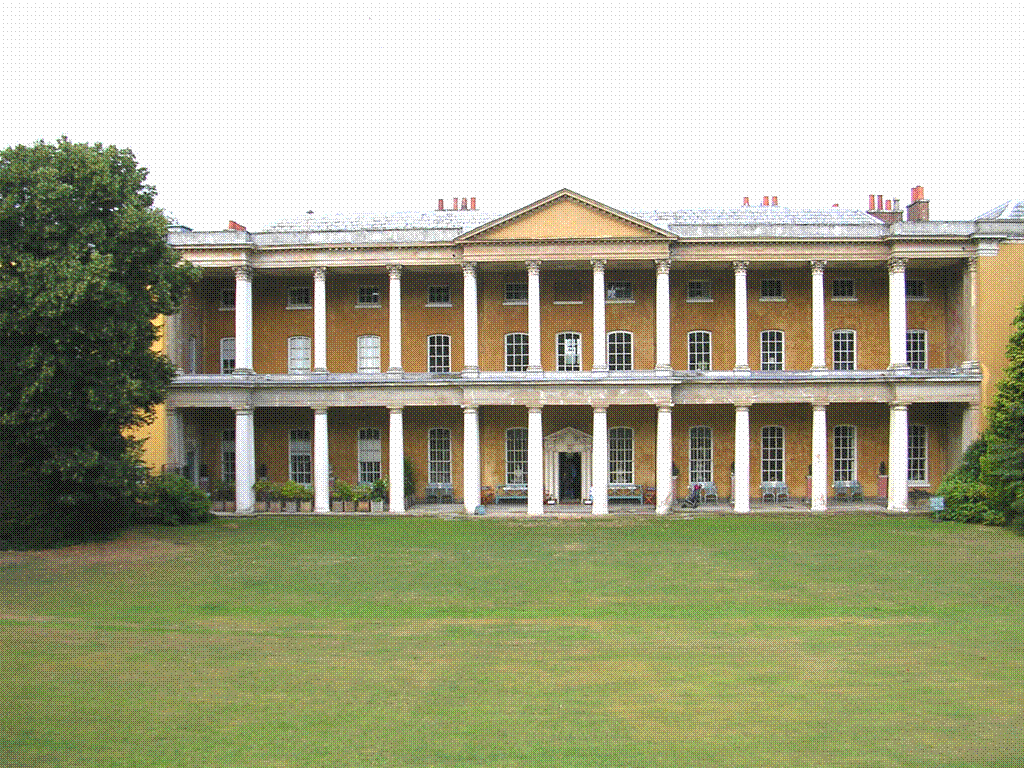
West Wycombe Park
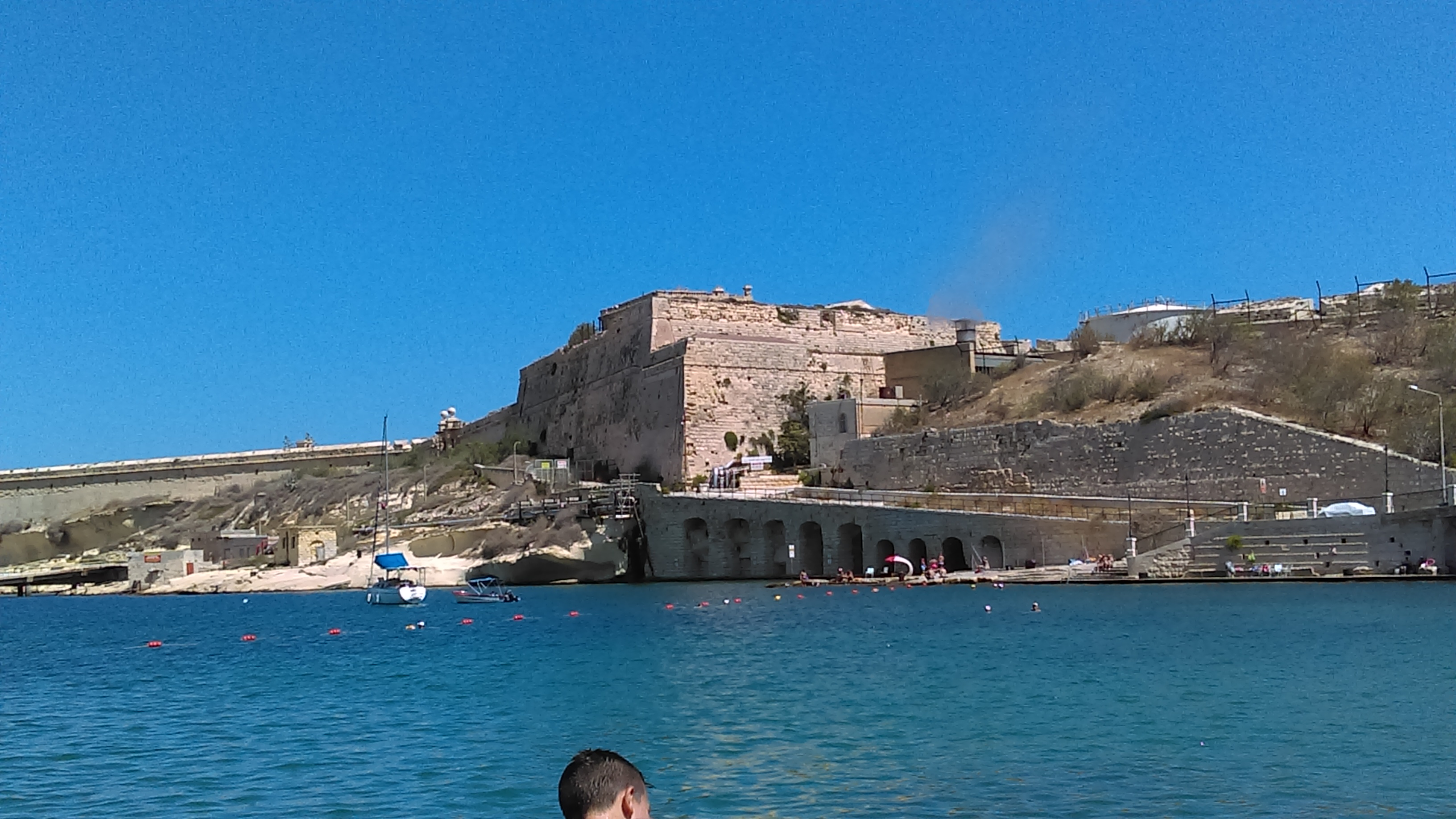
Le fort Ricasoli

### Peinture
Plusieurs plans du film reproduisent fidèlement des tableaux de l'iconographie de Napoléon, avec des œuvres de Jacques-Louis David, Maurice Orange, Jean-Léon Gérôme, Édouard Detaille, Elizabeth Thompson ou François Bouchot,,, :

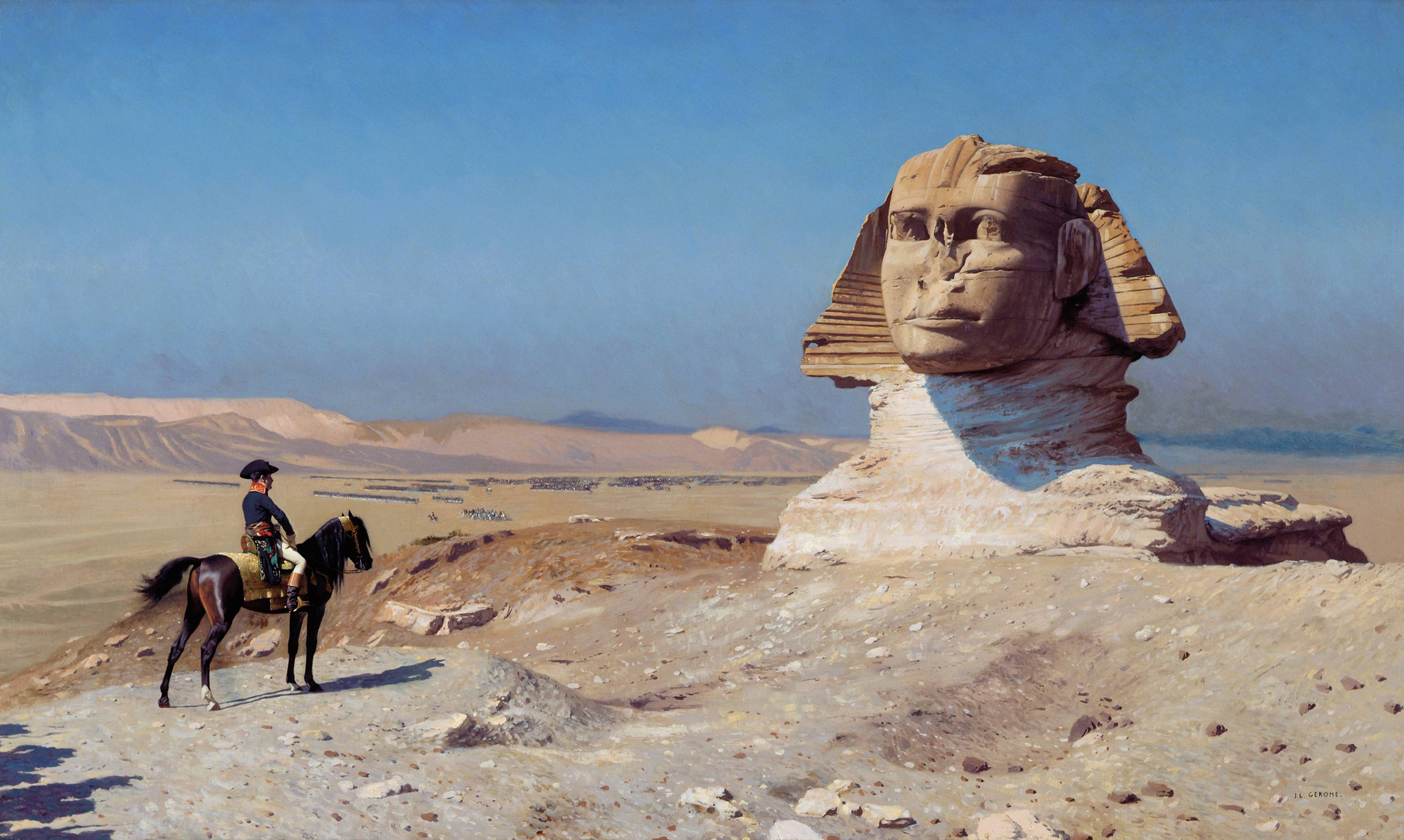
Jean-Léon Gérôme, Bonaparte devant le Sphinx, 1867-1886.
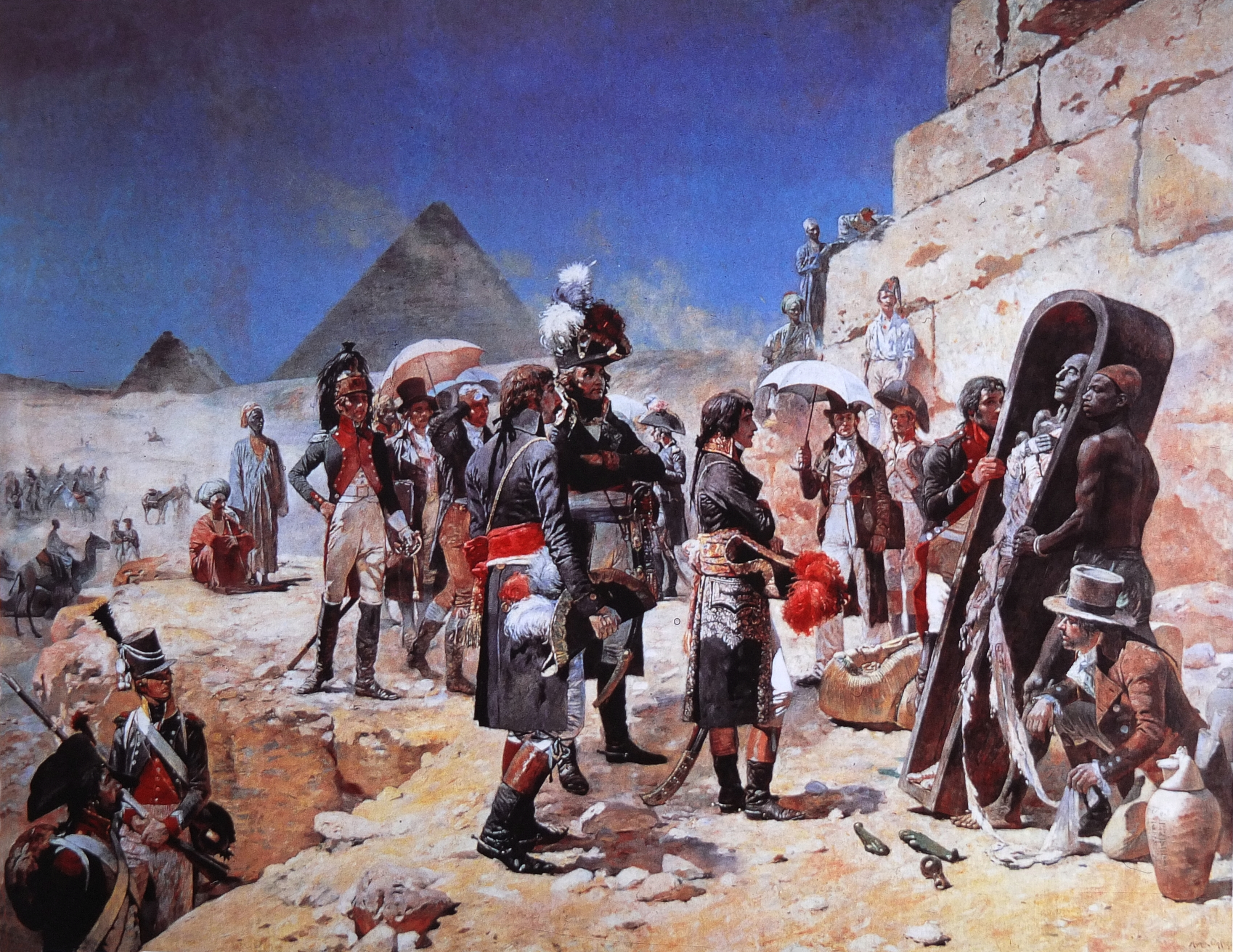
Maurice Orange, Napoléon Bonaparte devant les pyramides, contemplant la momie d'un roi, 1895.
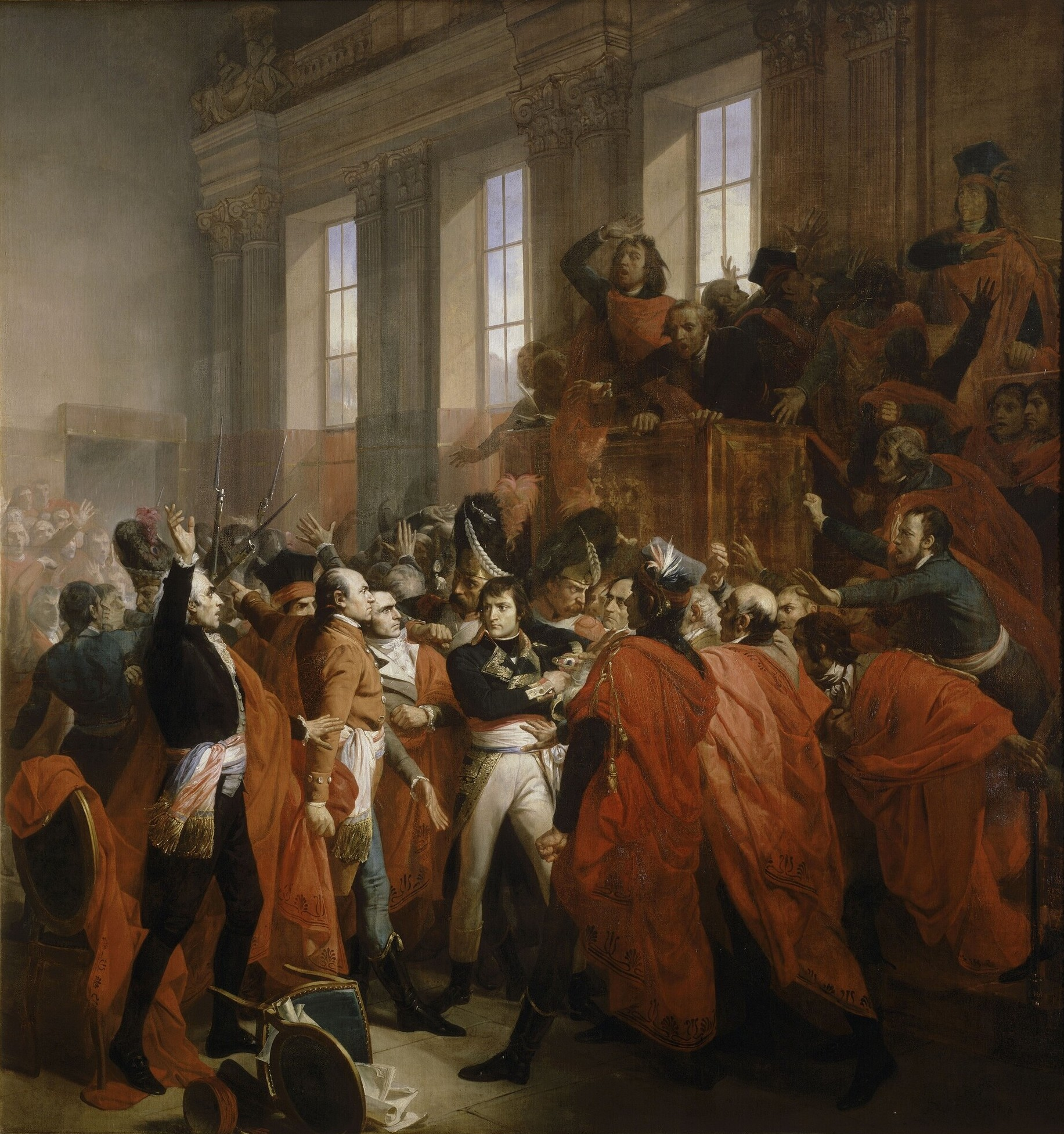
François Bouchot, Le Général Bonaparte au Conseil des Cinq-Cents à Saint-Cloud, 1840.
Jacques-Louis David, Le Sacre de Napoléon, 1805-1807.
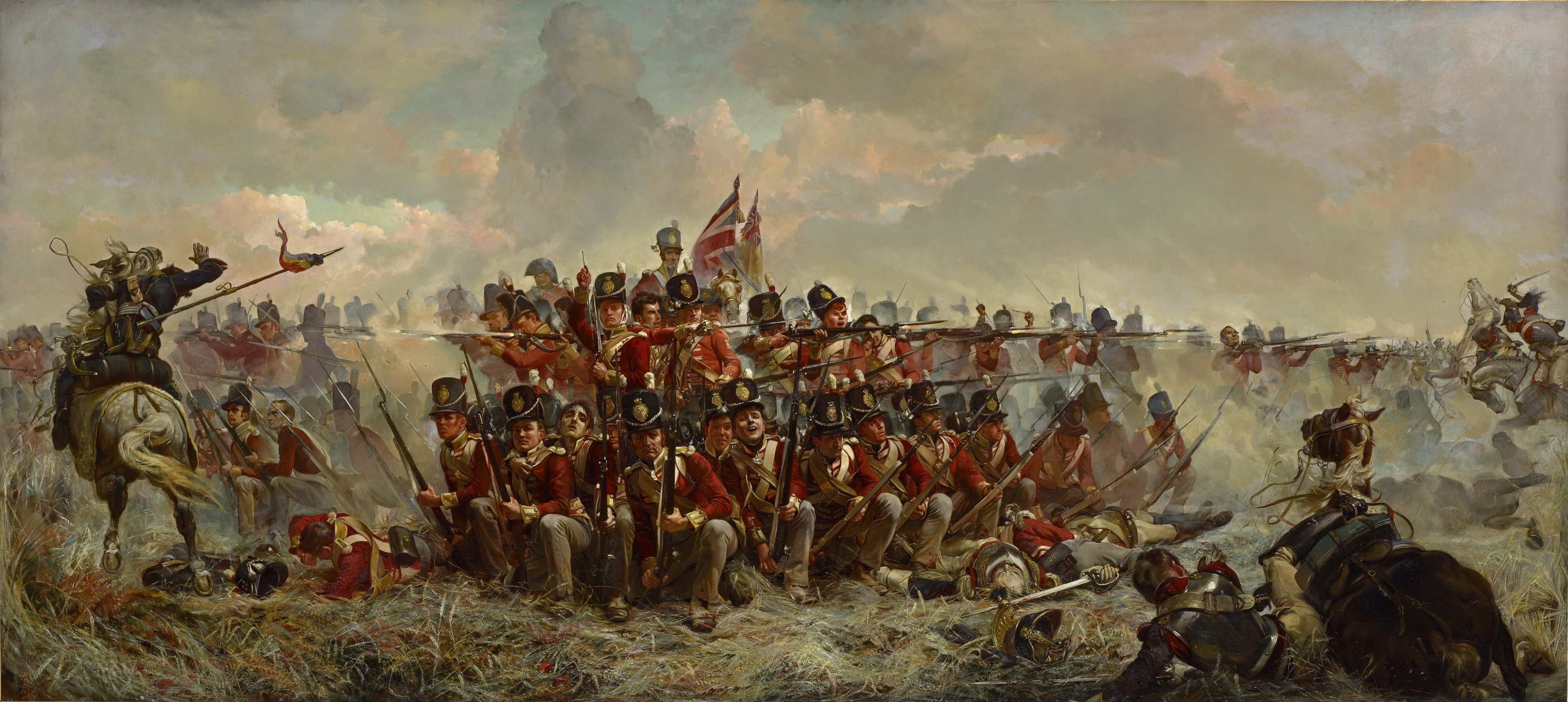
Elizabeth Thompson, 28th Regiment at Quatre Bras (en), 1875 : le carré du 28e North Gloucestershire repoussant les charges de la cavalerie française à la bataille des Quatre Bras, non loin de Waterloo.

### Musique
La musique du film est composée par Martin Phipps, alors que Steve Jablonsky a un temps été annoncé.
Phipps a notamment fait appel à l'Ensemble Organum dirigé par Marcel Pérès, qui interprètera pour l'occasion un extrait d'un kyriale franciscain du XVIIe siècle, dont le manuscrit a été trouvé en Corse au couvent de Marcassu.

## Accueil

### Sortie et diffusion
Alors que le film ne devait initialement pas sortir en salles, uniquement sur Apple TV+, la production annonce en avril 2023 qu'il sortira finalement dans les cinémas de plusieurs pays — dont la France — le 22 novembre 2023. Il est ensuite diffusé sur la plateforme.

### Critiques
En France, le site Allociné propose une moyenne de 2,9⁄5, d'après l'interprétation de 32 critiques de presse, ainsi qu'une moyenne de 2,4/5 (2642 notes dont 803 critiques).
La mini-série éponyme d'Yves Simoneau sortie en 2002 connait un regain d'intérêt à la suite de l'accueil tiède du film par le public français. L'acteur Christian Clavier dans le rôle de Napoléon aurait apporté « bien plus de chair au personnage ».

### Box-office
Napoléon réalise des débuts encourageants lors de sa sortie en France, terminant en tête des entrées le 22 novembre avec 121 840 billets vendus, soit plus que les derniers longs-métrages de Ridley Scott House of Gucci et Le Dernier Duel,.
Lors des deux premières journées d'exploitation aux États-Unis, le film engrange par ailleurs plus de 10 millions de dollars de recettes.
| Pays ou région    | Box-office        | Date d'arrêt du box-office | Nombre de semaines |
| ----------------- | ----------------- | -------------------------- | ------------------ |
| États-Unis Canada | 61 524 375 $      |                            |                    |
| France            | 1 661 080 entrées |                            |                    |
| Total mondial     | 221 394 838 $     |                            |                    |

## Analyse historique
Du point du vue historique, le film présente un certain nombre d'erreurs, bien que la trame de fond et la plupart des événements soient inspirés de la réalité.

### Inexactitudes historiques
L'historien et chercheur en études napoléoniennes Patrice Gueniffey note par exemple que la scène d'ouverture durant laquelle Napoléon assiste à l'exécution de Marie-Antoinette d'Autriche n'a en réalité jamais eu lieu ; en effet, Napoléon se trouvait alors au siège de Toulon.
Le chercheur signale également que Napoléon n'a jamais fait bombarder les pyramides durant la campagne d'Égypte, contrairement à ce qui est présenté dans le film : la bataille des Pyramides a en réalité eu lieu près du village d'Embabeh, soit à une quinzaine de kilomètres des pyramides, visibles de loin mais hors de portée de l'artillerie napoléonienne.
D'autres spécialistes notent également des inexactitudes dans le déroulement des batailles. « Les batailles ne se sont pas déroulées comme ce qu'on voit dans le film » indique Grégory Spourdos, chargé d'études documentaires au musée de l'Armée. L'historien et directeur de la fondation Napoléon Thierry Lentz s'étonne par exemple de voir « des soldats sortir des tranchées pour partir à l'assaut » durant la bataille de Waterloo, notant avec ironie que le conseiller historique du film aura probablement « confondu 1815 et 1915 ». L'historien relativise également le nombre de soldats noyés dans les étangs gelés à la fin de la bataille d'Austerlitz : deux douzaines de morts selon l'historien et non des centaines comme le montre le film. Un autre historien, de la même fondation, ayant participé à la publication de la Correspondance générale de Napoléon considère quant à lui que ces célèbres batailles menées par l'Empereur retranscrites dans le film sont « très cinématographiques, mais elles n’ont rien à voir avec la réalité ». Il dénote « un côté médiéval » décalé des combats du XIXe siècle où « on commence à vivre des guerres modernes, des guerres de masse, avec des avancées de troupes très organisées. [Dans les combats à l'écran], il manque des figurants ».
Dans la même lignée, Jean Tulard, spécialiste de l'époque napoléonienne, note des erreurs de dates et de décomptes des morts dans la liste des batailles affichée à la fin du film. Pour l'historien, « ces chiffres, énumérés à la fin du film, sont pour le moins fantaisistes ». De même, François Houdecek, autre historien de la fondation Napoléon analyse la chronologie et constate que le réalisateur aménage celle-ci à sa guise jusqu'à parfois « faire des erreurs de date sur la rencontre entre Napoléon et sa femme, ainsi que sur la mort de cette dernière ». Des anachronismes pour le moins « dérangeants ». Concernant le personnage en lui-même cette fois-ci, ce même historien estime que l'acteur connu pour son rôle du Joker incarne un général « indolent alors que, dans la réalité, Napoléon était à 1000 à l'heure ». Il souligne de plus une incohérence dans l'âge de l'acteur principal « trop vieux pour le rôle » et qui en plus « n’évolue pas alors qu'il se passe une trentaine d’années entre le début et la fin du film ». Par ailleurs, le « regard pénétrant que l'on attribuait à Napoléon » n'est lui aussi pas présent, au contraire, selon l'historien l'acteur n'a pas su retranscrire « la majesté et le charisme du personnage » marqueurs de sa complexité.

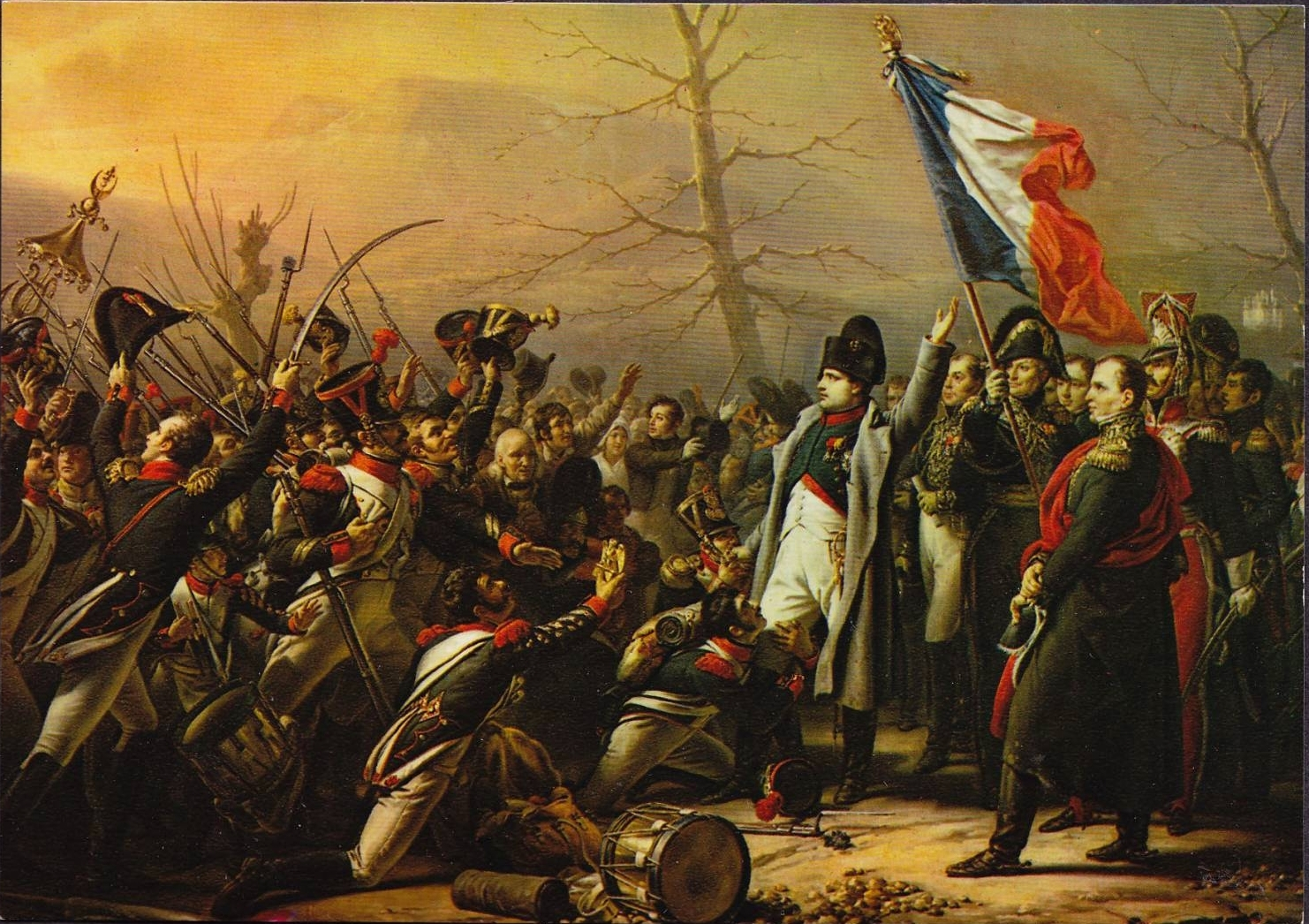
Arrivée de Napoléon à Grenoble en 1815.

En revanche, la scène durant laquelle Napoléon rallie les soldats lors de son retour de l'île d'Elbe (la scène avec le 5e de ligne à la prairie de la Rencontre) est bien réelle. L’historien David Chanteranne confirme : « C'est exactement comme ça que ça s'est passé. […] Il s'avance en disant : « s'il en est un qui veut tuer son empereur, me voici ». Forcément, personne ne va prendre la responsabilité de tirer sur Napoléon ». Par continuité, la scène de l'insurrection royaliste du 13 Vendémiaire dans les rues parisiennes en octobre 1795 est plutôt bien traitée dans le film. Un historien précise qu'« on dit souvent qu'il s'agissait essentiellement d'une foule de femmes et d'enfants, ce qui n'est pas tout à fait vrai. Il y avait de nombreux royalistes armés – sinon des soldats professionnels entraînés, en tout cas une milice bien armée – qui étaient prêts à prendre part à ce combat. [De plus], les éclats d'obus [utilisés lors de cette journée] sont très efficaces en tant qu'armes anti-personnel. Ils nettoient efficacement les rues et Napoléon en est récompensé » par sa nomination au poste de commandant de l'armée d'Italie.
Émilie Robbe, conservatrice en chef du patrimoine au musée de l'Armée, pointe plusieurs différences entre le sacre du film et celui de 1804, analysant notamment la phrase « j'ai trouvé la couronne de France dans le ruisseau et je l'ai ramassée de la pointe de mon épée […] », indiquant qu'il ne l'a pas prononcée lors de son couronnement, mais qu'il s'agit bien d'une phrase de Napoléon citée par William Warden (en), une référence bien connue des historiens britanniques, mais un peu « exotique » pour le public français. Elle fait aussi le parallèle avec le tableau du sacre par David, qui compte aussi plusieurs erreurs historiques (présence de Letizia et même de César sur la toile, placement incorrect des dignitaires, etc.) selon des motivations politiques et artistiques.
De manière générale, l'historien David Chanteranne nuance l'importance des inexactitudes historiques présentes dans le film. Bien que « le caractère historique fait parfois défaut », il rappelle qu’un film comme Napoléon reste « un grand spectacle et de la création artistique ».
En résumé, l'historien François Houdecek estime pour sa part que « visuellement, c’est un film magnifique, mais Ridley Scott se permet une grande licence artistique quant à sa vision de Napoléon : il dépeint une forme de réalité en prenant beaucoup de libertés ».

### Rôle de Joséphine

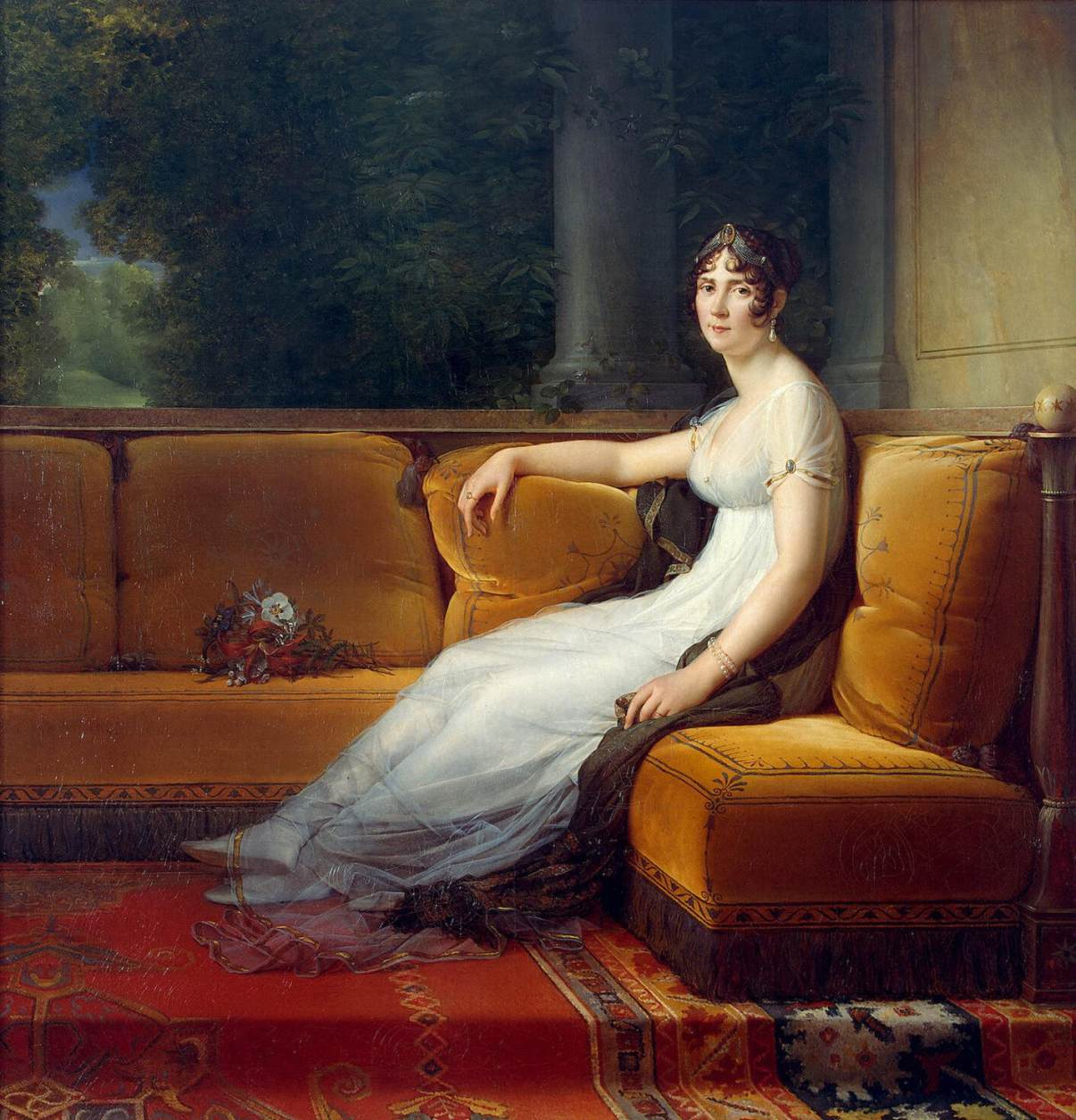
Portrait de Joséphine de Beauharnais par François Gérard.

#### Rôle politique et influence
David Chanteranne note que le choix de Ridley Scott de prendre comme toile de fond la relation entre Napoléon et Joséphine peut se justifier, « tant Joséphine est essentielle pour comprendre l'ascension fulgurante de Napoléon. » Il ajoute : 

« Joséphine va lui permettre d'entrer dans les cercles du pouvoir. Elle connaît tous les codes à la fois de ce Directoire mais aussi de l'Ancien Régime. Cette synthèse que Bonaparte va faire ensuite entre l'héritage des Bourbons et la République, c'est grâce à Joséphine. »

Émilie Robbe, conservatrice en chef du patrimoine au musée de l'Armée, confirme : « Joséphine a certainement exercé une influence sur Napoléon » tout en reconnaissant que « personne n’était dans leur chambre à coucher pour épier leur intimité ou écouter ce qu’ils se disaient », ce qui « laisse une place pour l’imagination ».
Néanmoins dans le film, comme le souligne l'historien de la fondation Napoléon François Houdecek, il manque à Joséphine son rôle politique : « C'est une souveraine forte qui joue un rôle d'intermédiaire pour Napoléon avec la Cour et la noblesse ».

#### Incohérences et invraisemblances
De son côté, l'historien Thierry Lentz estime que le choix du film de faire tourner l'ensemble du parcours de Napoléon autour de sa relation avec Joséphine est « poussé jusqu'à l'invraisemblance ».
Concernant leurs correspondances épistolaires, l'histoire démontre qu'« alors que le jeune général était complètement stupéfait, envoyant lettre d'amour sur lettre d'amour, Joséphine restait ambivalente », explique l'historienne Laura O'Brien. Les lettres d'amour écrites par Napoléon, note l'historien Zack White, sont si intenses et innocentes qu'elles « témoignent de son immaturité en matière d'amour ». Joséphine a finalement accepté de l'épouser, « reconnaissant qu'il était en pleine ascension et qu'il pouvait lui apporter sécurité et protection ». De plus, et comme c'est montré dans le film, à bien des égards Joséphine a été le soutien de Napoléon. Néanmoins, comme le dénote l'historien François Houdececk, « toutes ces lettres [dans le film] sont fausses, elles ont été largement réécrites ».
David Chanteranne note également deux erreurs. La première concerne le retour de Napoléon après la campagne d'Égypte. Contrairement à ce que montre le film, Napoléon ne serait pas rentré en France après avoir appris que Joséphine avait un amant mais pour des raisons politiques. La seconde concerne la scène de la lecture de la lettre de divorce, durant laquelle Joaquin Phoenix gifle Vanessa Kirby afin qu'elle achève la lecture. « Ce n'est pas arrivé du tout. Elle perd connaissance et c'est finalement l'un des hommes dans l'entourage de Napoléon qui va lire cette lettre » précise l'historien.
Pour le chercheur Georges Mourier, cette scène du divorce reste cependant intéressante d’un point de vue historique car elle symbolise le « déchirement pour les deux époux », en particulier pour Napoléon qui doit sacrifier son amour au nom de la raison d'État. « Dans de rares scènes comme ça, Ridley Scott a pu exprimer le fait que Napoléon ait une idée de la France » explique-t-il.
Le chercheur note par contre une inexactitude concernant la date de la mort de Joséphine. En effet dans le film, cette dernière meurt en 1815 durant les Cent-Jours, au moment où Napoléon rentre en France pour aller la retrouver. En réalité, Joséphine de Beauharnais est morte le 29 mai 1814, bien avant les Cent-Jours. Selon le chercheur, Ridley Scott aurait ainsi volontairement « truqué » la date de la mort de Joséphine afin de donner « une motivation amoureuse » au retour de Napoléon.

### Omissions

#### L'esclavagisme
Le site Mediapart note que le film de Ridley Scott ne fait pas mention de la loi du 20 mai 1802, par laquelle Napoléon Bonaparte, alors Premier Consul, rétablit l'esclavage à la suite du refus des propriétaires d’esclaves et d'une alliance de ceux-ci avec l'Angleterre, malgré l'abolition par la France après la Révolution française par le décret du 4 février 1794 (ou le légalise dans les colonies où il n'avait pas été aboli dans les faits). En effet, la bourgeoisie joua un rôle important dans le rétablissement de l’esclavage par Napoléon Bonaparte. Les planteurs et les négociants français, qui dépendaient économiquement des colonies, pressaient Bonaparte de rétablir l’esclavage pour protéger leurs intérêts économiques. Ce point est confirmé par l'historien Jean-François Niort, qui souligne l'influence d'un « lobby esclavagiste » dans la décision de rétablir l'esclavage. « Manipulé par le lobby esclavagiste, Bonaparte pense que la Guadeloupe est à feu et à sang – ce qui est faux – et que le rétablissement de l’ordre passe par le rétablissement de l’esclavage » explique l'historien.

#### Le Code civil
De son côté, le chercheur Georges Mourier regrette que le film ne parle pas de l'œuvre juridique principale de Napoléon, le Code civil. Son domaine est très étendu, alliant le droit des personnes, le droit de la famille (filiation, mariage (civil), divorce), le droit des biens. En unifiant les pratiques issues de l'Ancien Régime et en les modernisant suivant les principes des Lumières, le Code civil de Napoléon a fondé les bases du droit moderne, tant en France que dans de nombreux autres pays conquis lors des Guerres napoléoniennes et dès lors rentrés dans la tradition romano-civiliste (par opposition aux pays de common law).

#### Commission des sciences et des arts en Égypte
Lors de la campagne d'Égypte, le trait de Napoléon est en fort décalage avec les faits historiques et sa volonté de connaître la culture de l'Égypte antique. En effet, le film « fait l’impasse » sur l’expédition savante et culturelle qui accompagne l’armée de Bonaparte en Égypte. Cette expédition, composée de 167 savants, ingénieurs, techniciens, artistes, dont Gaspard Monge et Claude Berthollet, « s'inscrit dans l'esprit des Lumières » et dans la volonté de la République d’« apporter le savoir ». Ces scientifiques étaient chargés de faire une étude encyclopédique de l'Égypte : les antiquités, l'histoire naturelle, la géographie et l'état actuel du pays.

#### Omissions contextuelles
Le spécialiste George Mourier note par ailleurs que la géopolitique de l'époque, la cause et la finalité des conquêtes militaires ne sont jamais expliquées.
De plus, François Houdecek, un historien de la Fondation Napoléon, rappelle que « ce personnage est multifacettes, c’est un législateur, un réformateur, un chef d’État… » mais déplore que l'« on ne voit pas toutes ces visions. Le film est très centré sur un point de vue subjectif du côté privé du personnage ».

#### Autres omissions
Le film omet également la création des lycées, de la Légion d'honneur ou encore celles de plusieurs institutions comme la Banque de France et le Conseil d'État.
Parmi les batailles, la guerre d'indépendance espagnole n'est pas non plus abordée, de même que la campagne d'Italie.
La création de la 1re puis 2e compagnie d'aérostiers au monde est également ignorée, alors que l'on sait qu'elle a eu une influence majeure sur les guerres napoléoniennes. La compagnie d'aérostiers est la première unité aérienne du monde, créée le 2 avril 1794 en France, pour utiliser des aérostats comme ballons d'observation à des fins de renseignement militaire en temps réel.

## Version longue
En septembre 2023, le réalisateur Ridley Scott déclare qu'une version longue du film d'une durée de quatre heures avec de nombreuses scènes coupées autour de Joséphine de Beauharnais sera aussi commercialisée,.
La version longue de 3 h 25 sort en septembre 2024 sur Apple TV+.

## Distinctions

### Nominations
- BAFTA 2024 :
  - Meilleur film britannique
  - Meilleurs costumes pour David Crossman et Janty Yates
  - Meilleurs maquillages et coiffures pour Jana Carboni, Francesco Pegoretti (en), Satinder Chumber et Julia Vernon (en)
  - Meilleurs effets visuels pour Henry Badgett, Neil Corbould (en), Charley Henley (en) et Luc-Ewen Martin-Fenouillet
- Oscars 2024 : 
  - Meilleurs décors et direction artistique
  - Meilleurs costumes
  - Meilleurs effets visuels